# Andresito (Uruguay)

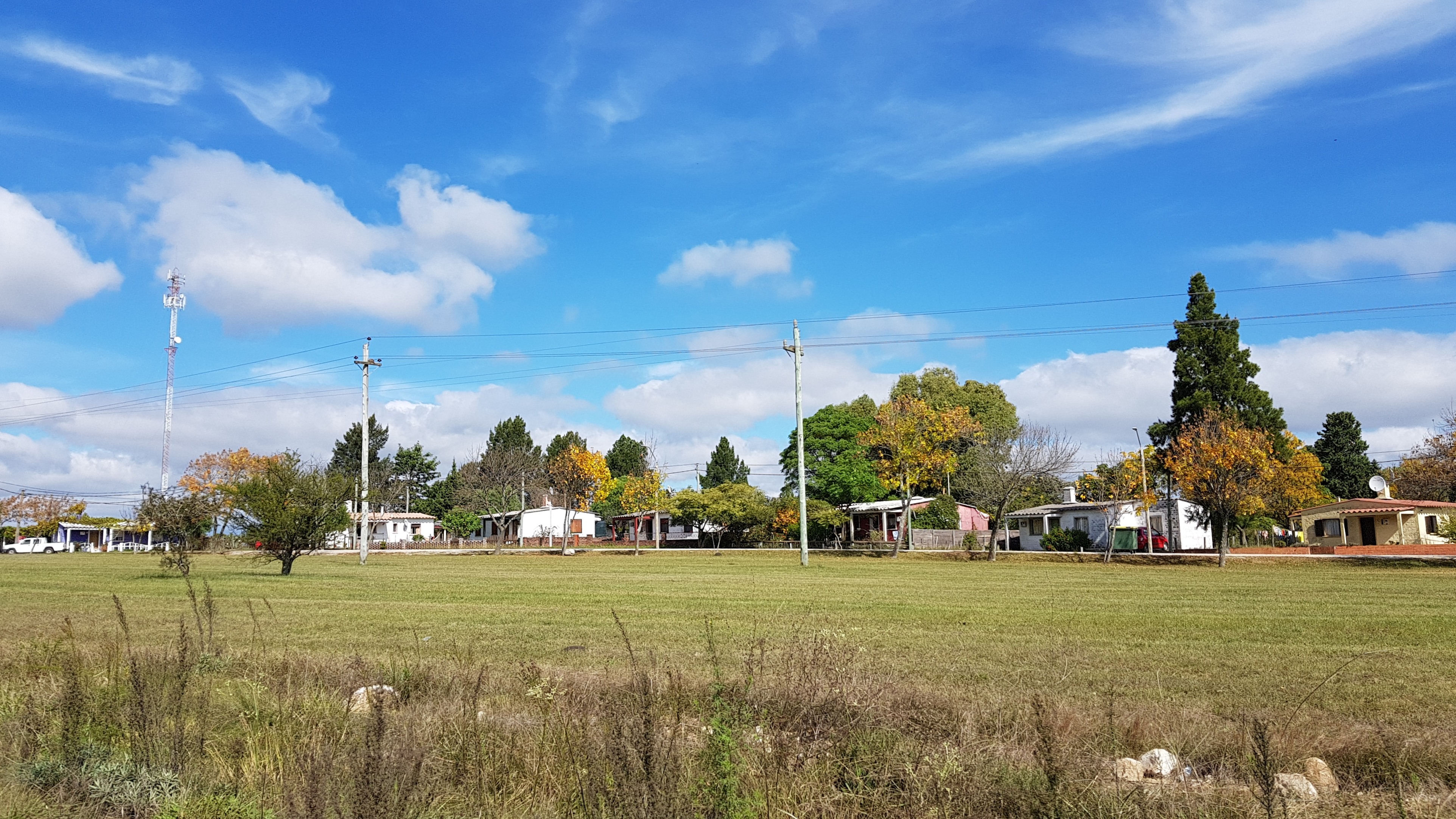
Vista parcial de la localidad de Andresito desde la ruta 3.

Andresito es una localidad uruguaya en el departamento de Flores.

## Ubicación
La localidad se encuentra emplazada en el extremo norte del departamento de Flores, sobre ruta 3, próximo al embalse artificial de la represa de Palmar. Dista 50 kilómetros de la capital departamental.

## Historia
Antiguamente el pueblo de Andresito se encontraba a orillas del Arroyo Grande, 3 km al norte de su actual ubicación. El antiguo pueblo que en la actualidad yace bajo las aguas del lago de la represa de Palmar. Fue fundado en los años treinta durante la administración municipal de Alfredo J. Puig (intendente de Flores). Fueron adquiridas entonces 110 hectáreas de campo en la margen del arroyo Grande próximo a su desembocadura con el río Negro, para fundar un pueblo que se llamaría «Andresito», en honor al jefe guaraní nacido en las misiones Orientales, que Artigas adoptó, conocido como Andresito Guazurarí Artigas.
El 17 de febrero de 1937, por resolución 347, se encargó la delineación, demarcación, trazado y amojonamiento del pueblo. Luego la intendencia de Flores reglamentó la venta de solares y huertos del pueblo.
En 1944 se inauguraron los puentes sobre el arroyo Grande y el río Negro, muy próximos al pueblo. En 1959 se debió evacuar a los pobladores debido a las inundaciones de abril de ese año.
En 1980, debido a la construcción de la represa de Palmar, se reubicó el pueblo, 3 km al sur de su ubicación original, ya que este último quedó bajo las aguas del embalse junto con los puentes. El 5 de noviembre de 1981 fue inaugurado el nuevo pueblo en el km 249.50 de la ruta 3, y los nuevos puentes sobre el ahora embalse de Palmar.para mal o para bien

## Población
Según el censo del año 2011, la localidad contaba con una población de 261 habitantes.
| 135           | 125 | 176 | 140 | 271 | 261 |
| (Fuente: INE) |     |     |     |     |     |

## Atractivos
- Lago Andresito es la zona donde antiguamente se ubicaba la localidad de Andresito. Allí se realiza año a año el festival «Andresito le Canta al País», que cuenta con participación de artistas del canto folclórico nacional e internacional.[8]